# Fishing Range
Fishing Range är ett berg i Kanada.   Det ligger i provinsen British Columbia, i den centrala delen av landet, 3 700 km väster om huvudstaden Ottawa. Toppen på Fishing Range är 2 087 meter över havet, eller 124 meter över den omgivande terrängen. Bredden vid basen är 1,6 km.
Terrängen runt Fishing Range är kuperad åt nordost, men åt sydväst är den bergig. Trakten runt Fishing Range är nära nog obefolkad, med mindre än två invånare per kvadratkilometer.. Det finns inga samhällen i närheten.
Omgivningarna runt Fishing Range är i huvudsak ett öppet busklandskap.